# Asociația de Fotbal din Coreea de Sud
Asociația de Fotbal din Coreea de Sud (coreeană 대한 축구 협회; Hanja: 大韓蹴球協會; Romanizarea Revizuită: Daehan Chukgu Hyeophoe; McCune-Reischauer: Taehan Ch'ukku Hyŏphoe) este forul ce guvernează fotbalul în Coreea de Sud. Primul președinte al asociației a fost Park Seung-bin. Se ocupă de organizarea echipei naționale și a altor competiții de fotbal din stat cum ar fi K-League. 

## Sponsori
- Nike Sports Korea
- Korea Telecom
- Coca-Cola Korea
- KT&G
- Hyundai Motor Company
- Hana Bank
- Kyobo Life Insurance
- Asiana Airlines
- Samsung Electronics
- Daum
- E1 Corp.
- Hyundai Card